# Desert Classic Concours d’Elegance
Pour les articles homonymes, voir Désert (homonymie), Classic et Concours d'élégance.
Le Desert Classic Concours d’Elegance (Concours d'élégance de La Classique du Désert, en anglais) est un prestigieux concours d'élégance international annuel de voitures de collection, fondé en 2008 à  Palm Springs, dans le désert de Californie aux États-Unis.

## Historique
Ce prestigieux concours international est organisé par « La Quinta Resort & Club (en) » de La Quinta, vaste complexe hôtelier historique de 18 hectares près de Palm Springs dans le désert de Californie, à environ 200 km à l'est de Los Angeles.

Quelques modèles du concours
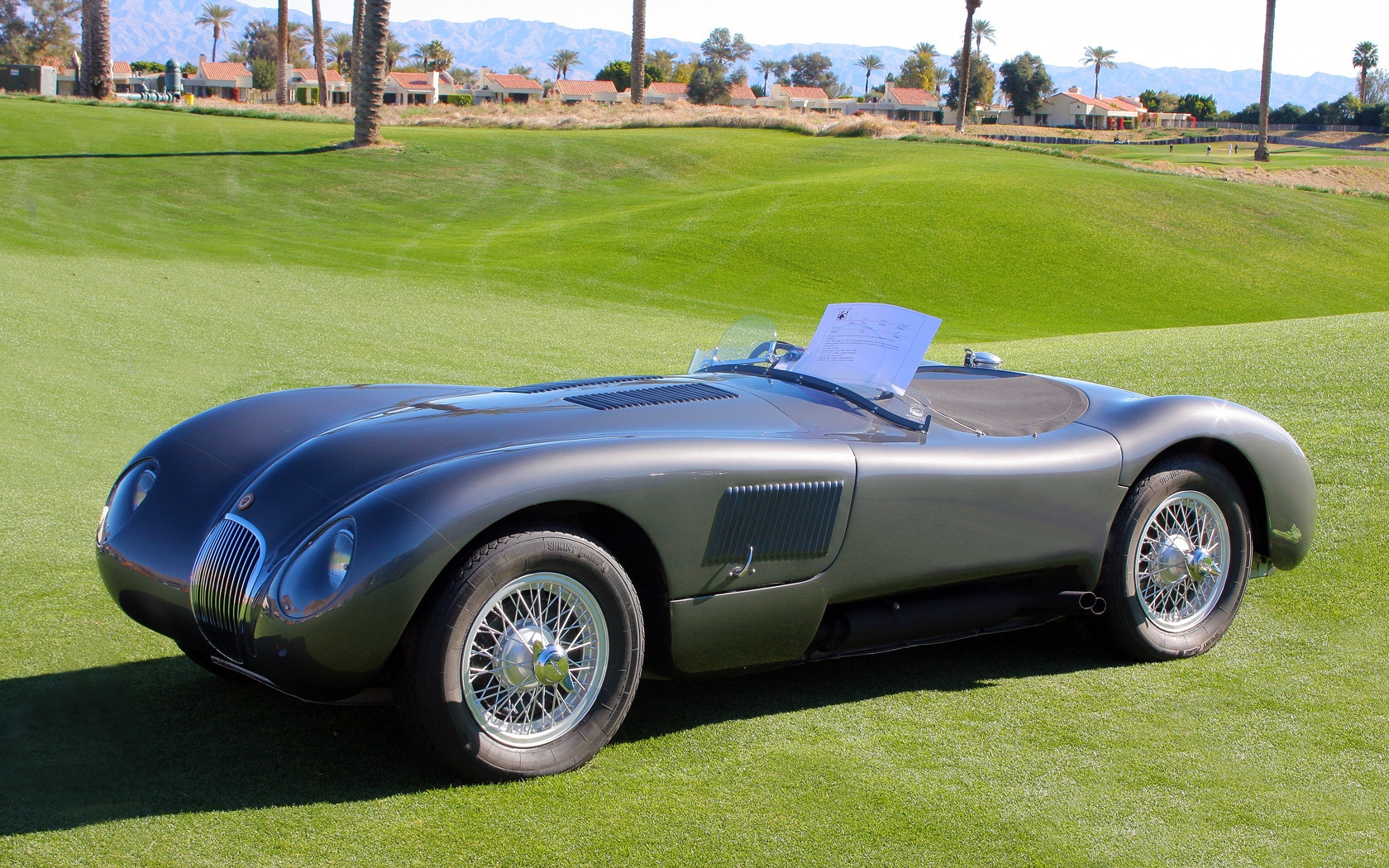
Jaguar Type C (1953)
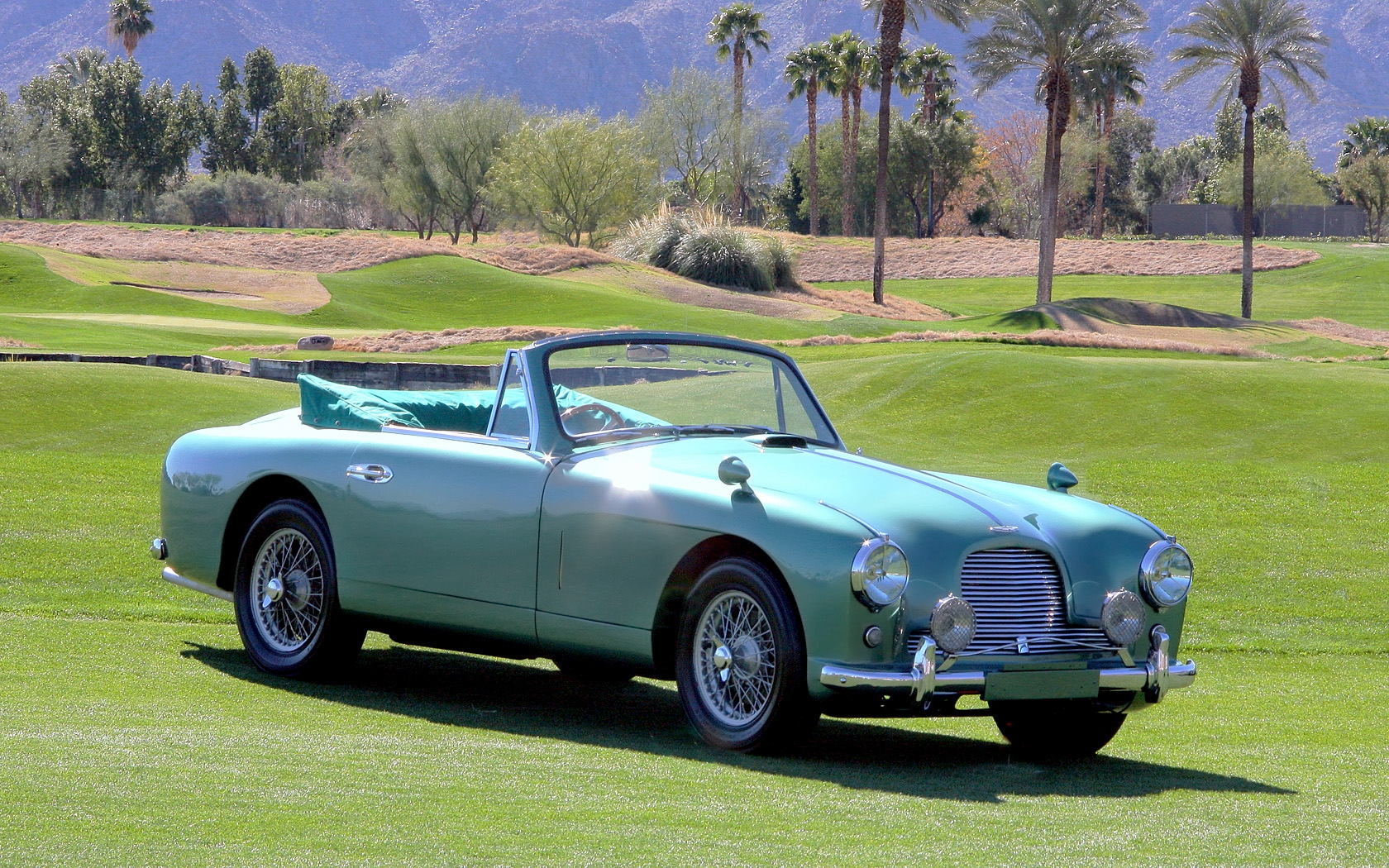
Aston Martin DB2 (1953)
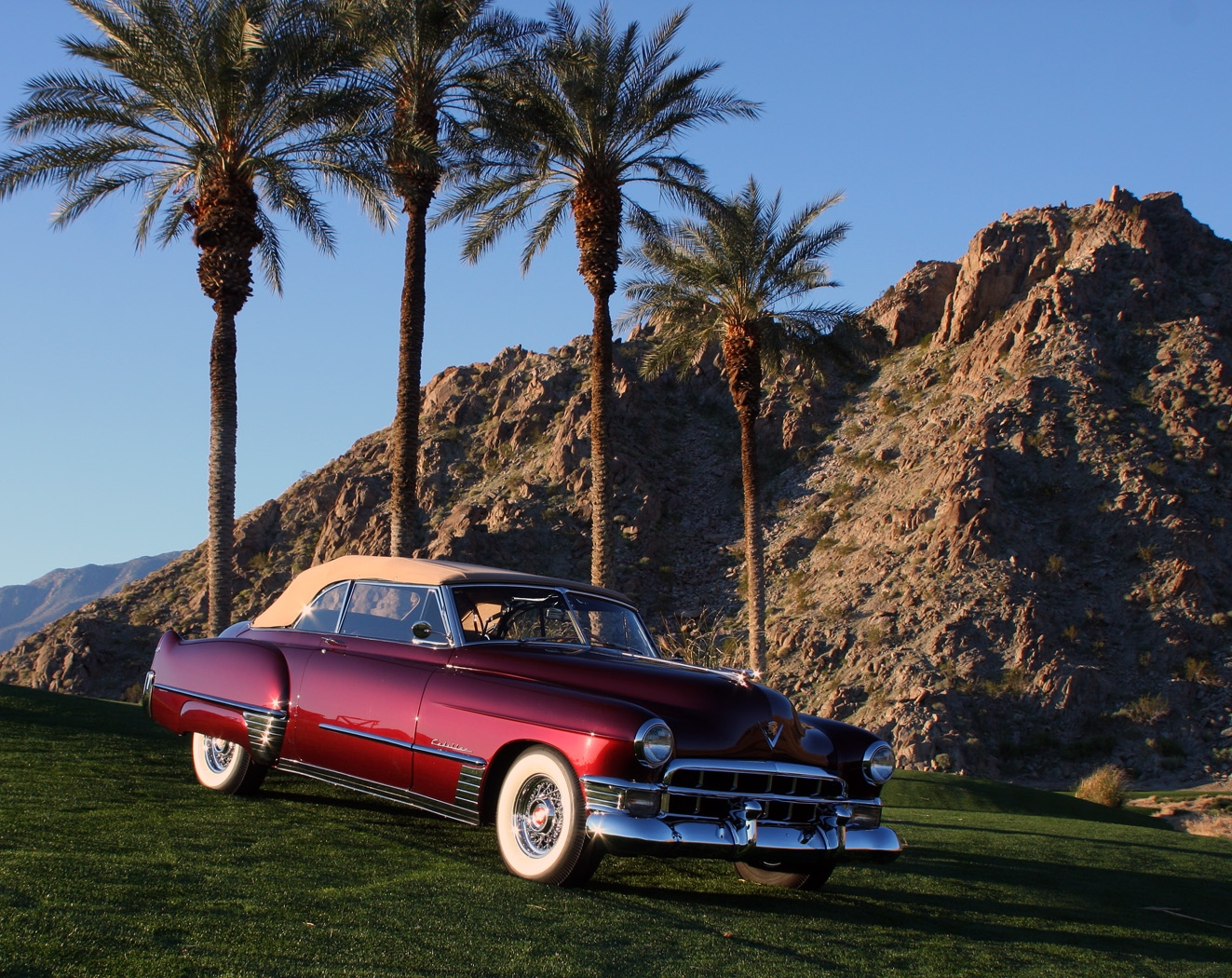
Cadillac Série 62 (1949)

Une parade est organisée le premier jour à travers la vielle ville historique de La Quinta. Le concours est organisé le lendemain sur le terrain de golf du « O'Donnell Golf Club de Palm Springs » voisin, avec près de 200 voitures de collection d'exceptions, pour près de 7000 visiteurs, avec de nombreux prix dont le prix « Best of Show » du concourt,,,.

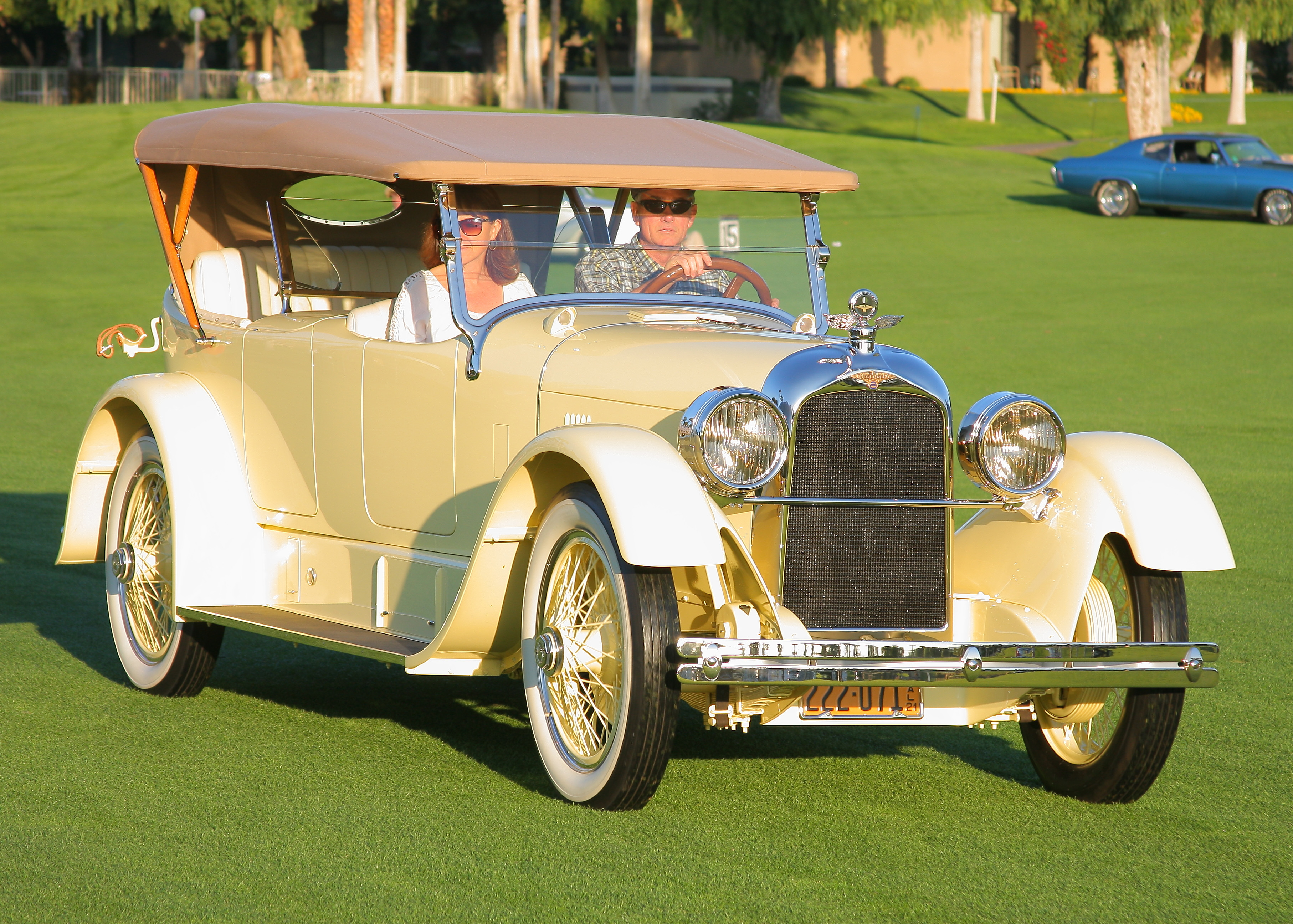
Duesenberg Model A (1922)
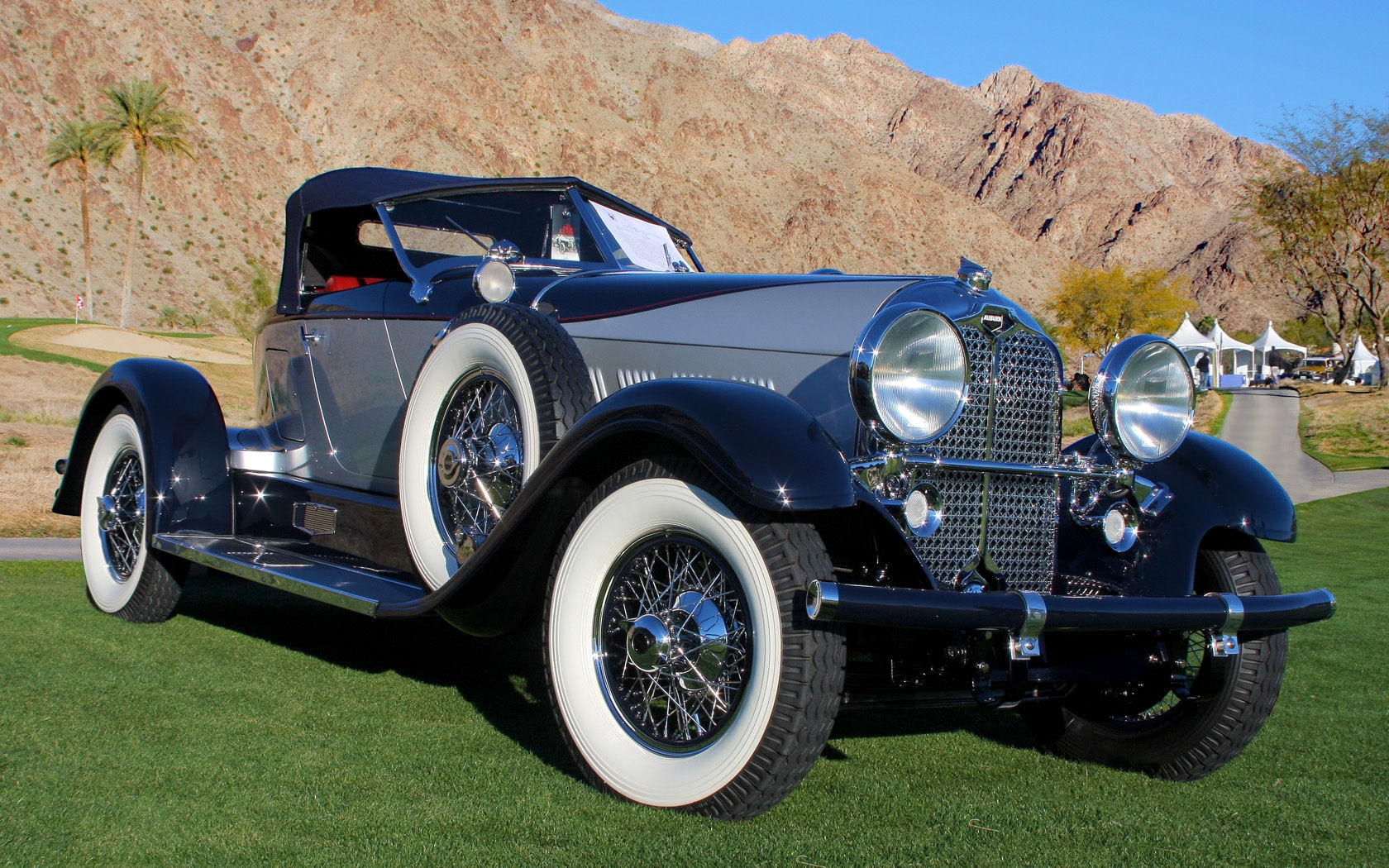
Auburn 8-120 Speedster (1929)
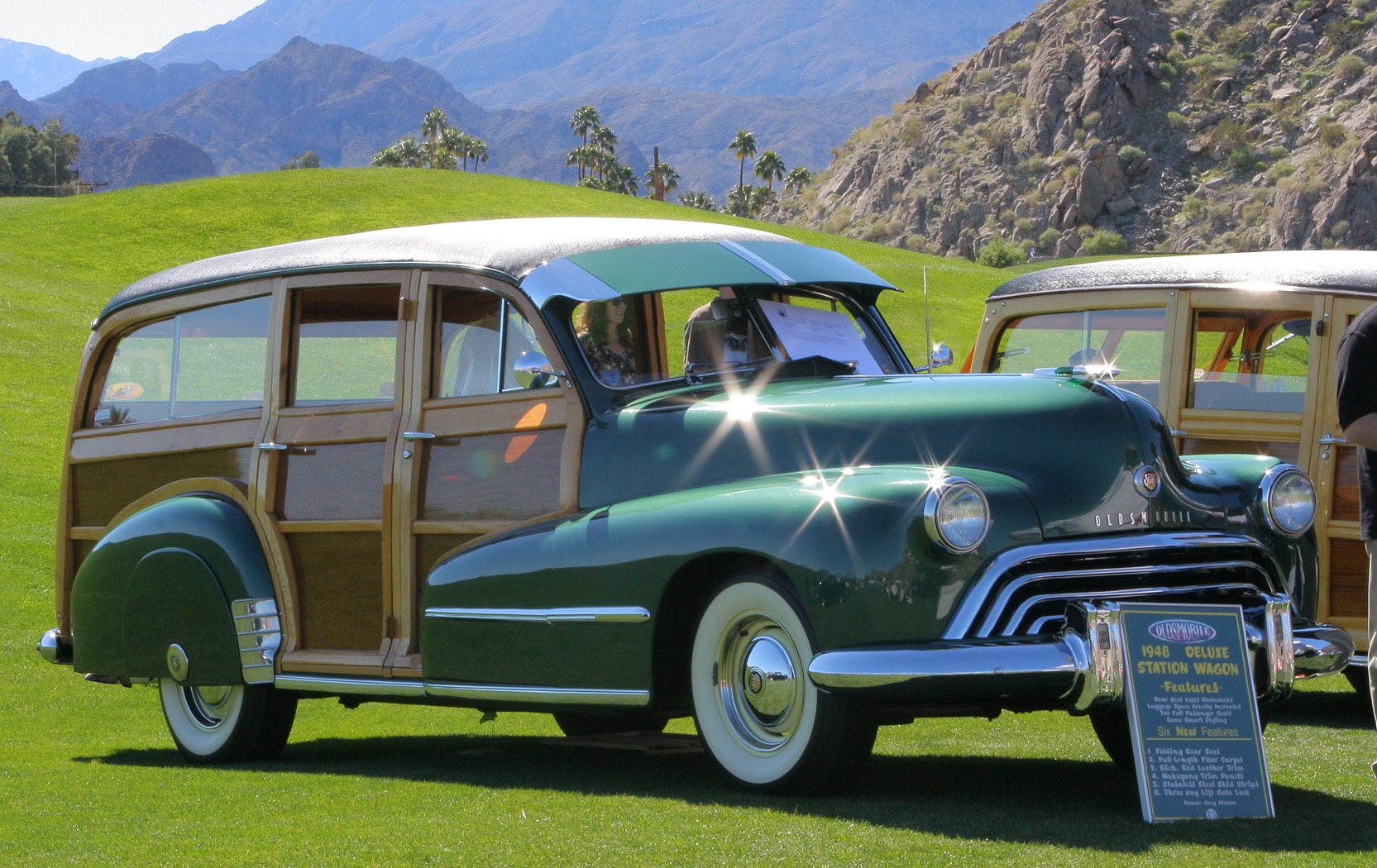
Oldsmobile Series 60 (en) Woody (1948)

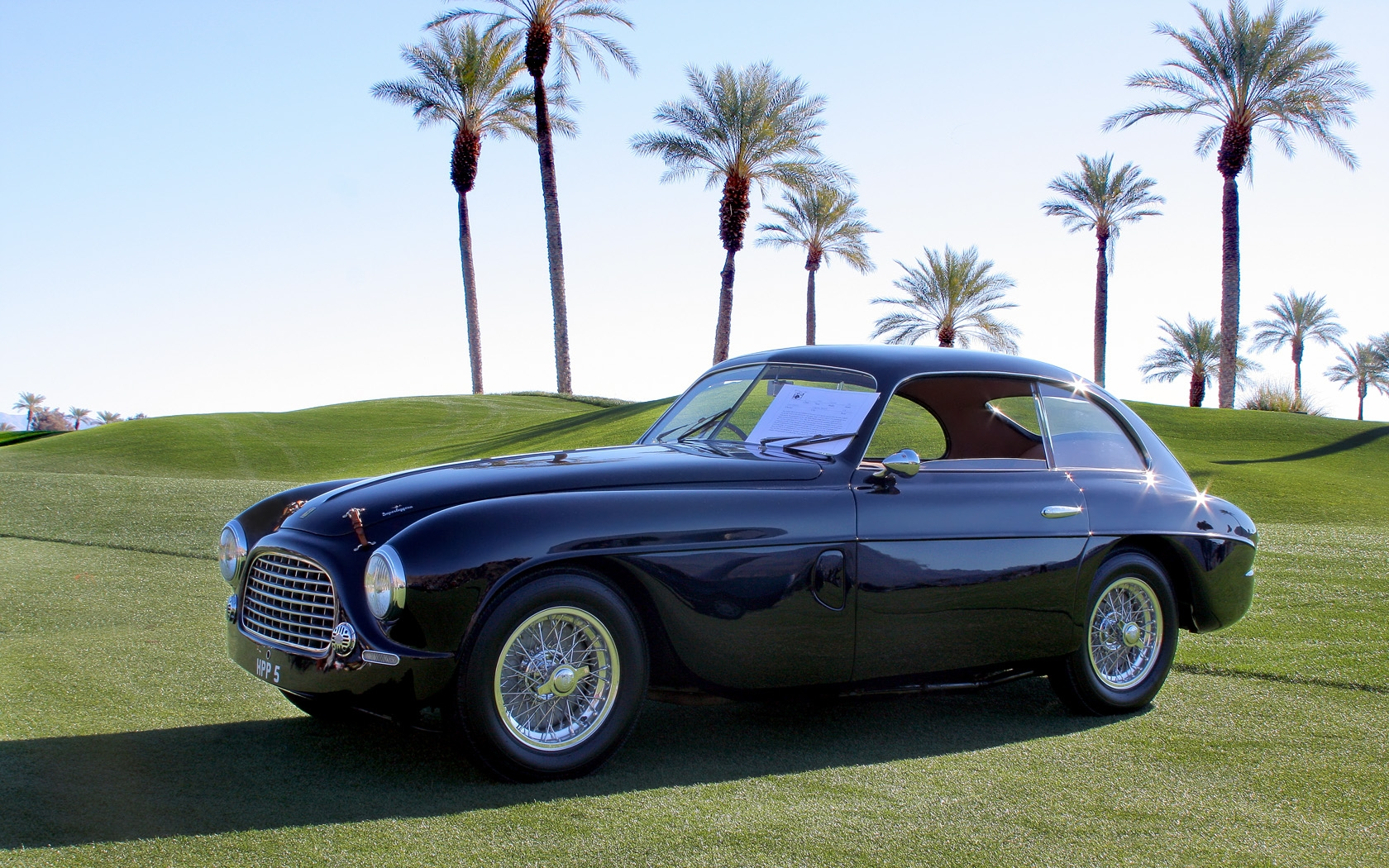
Ferrari 166 (1947)
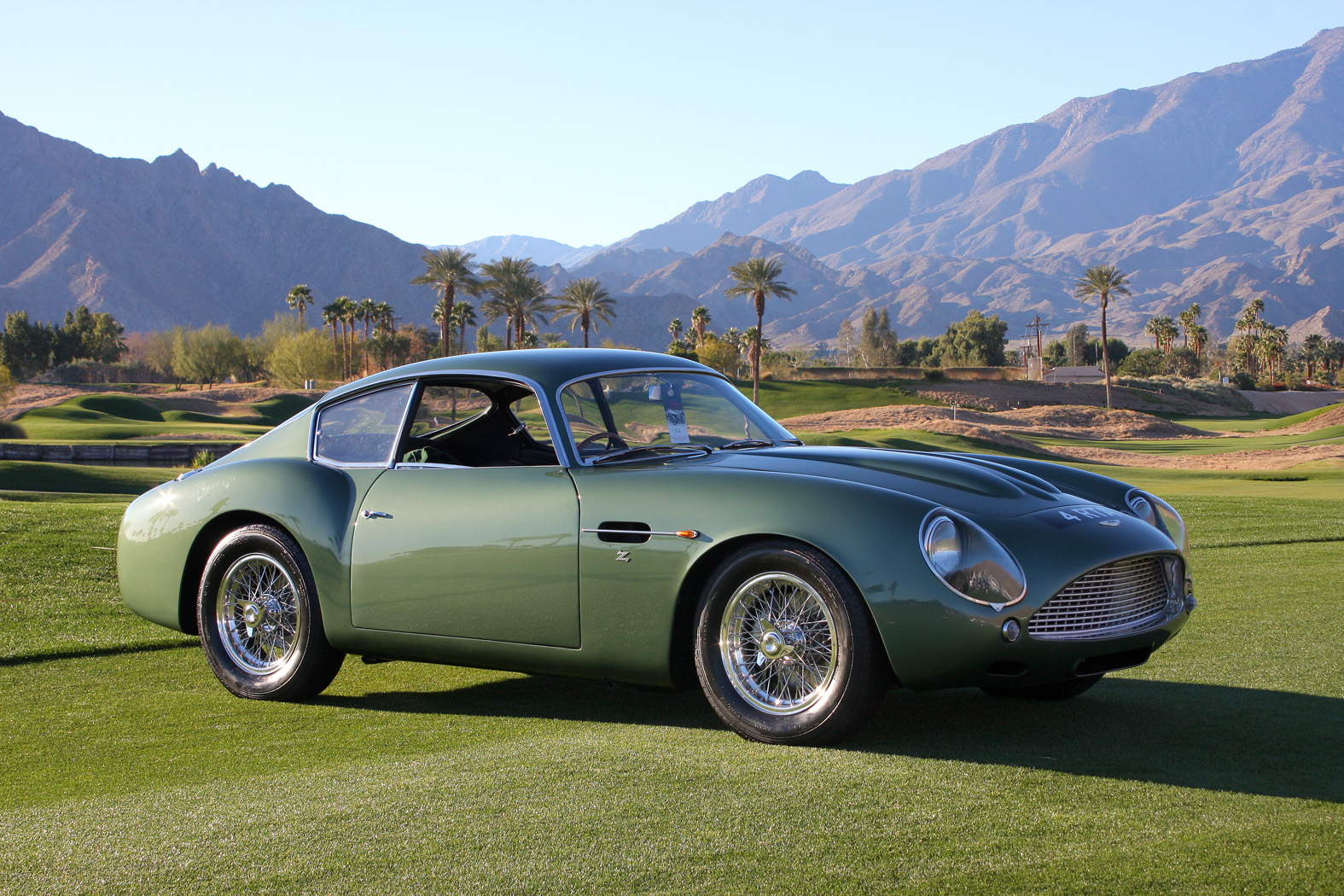
Aston Martin DB4 Zagato (1961)
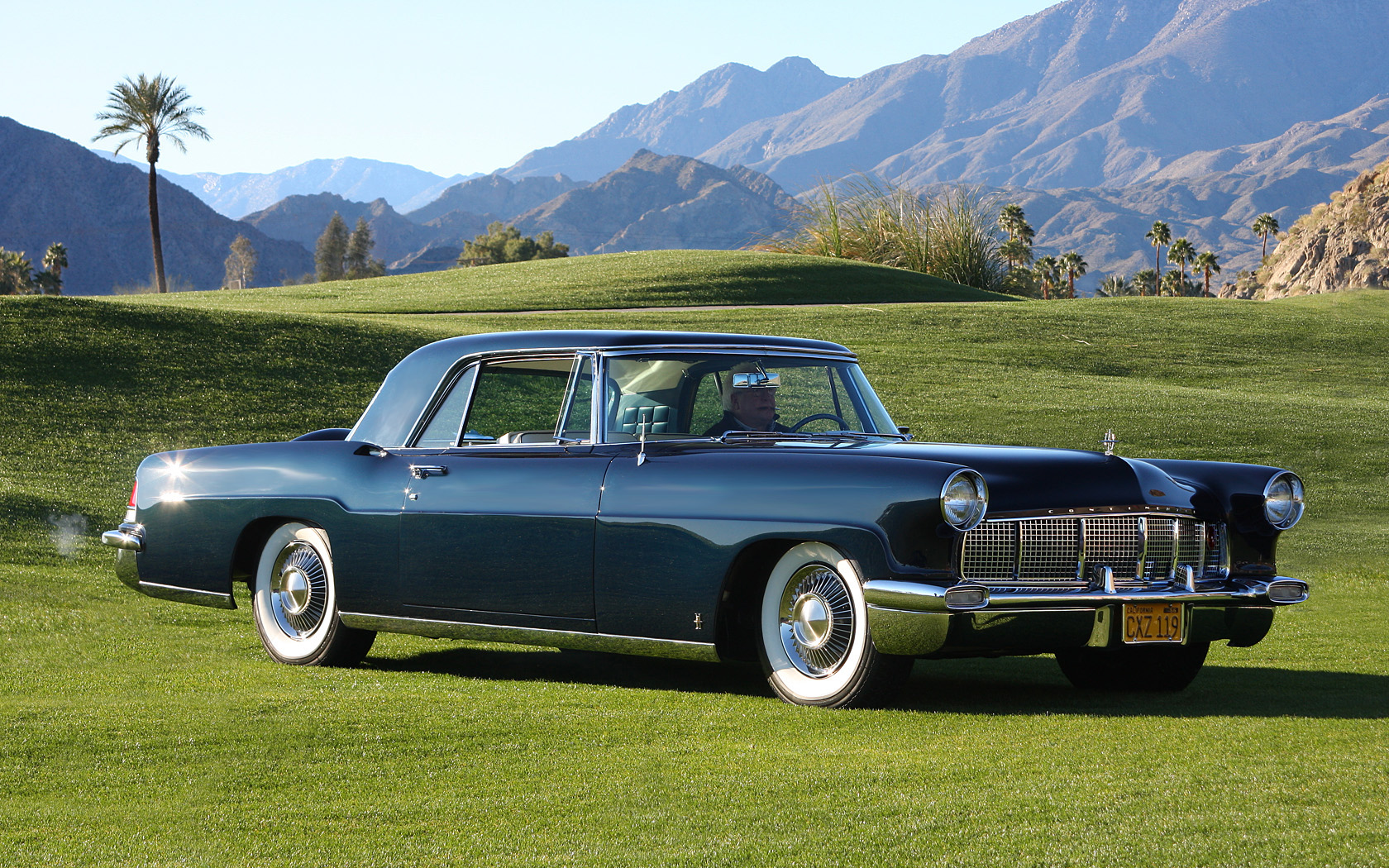
Continental Mark II (en) (1956)
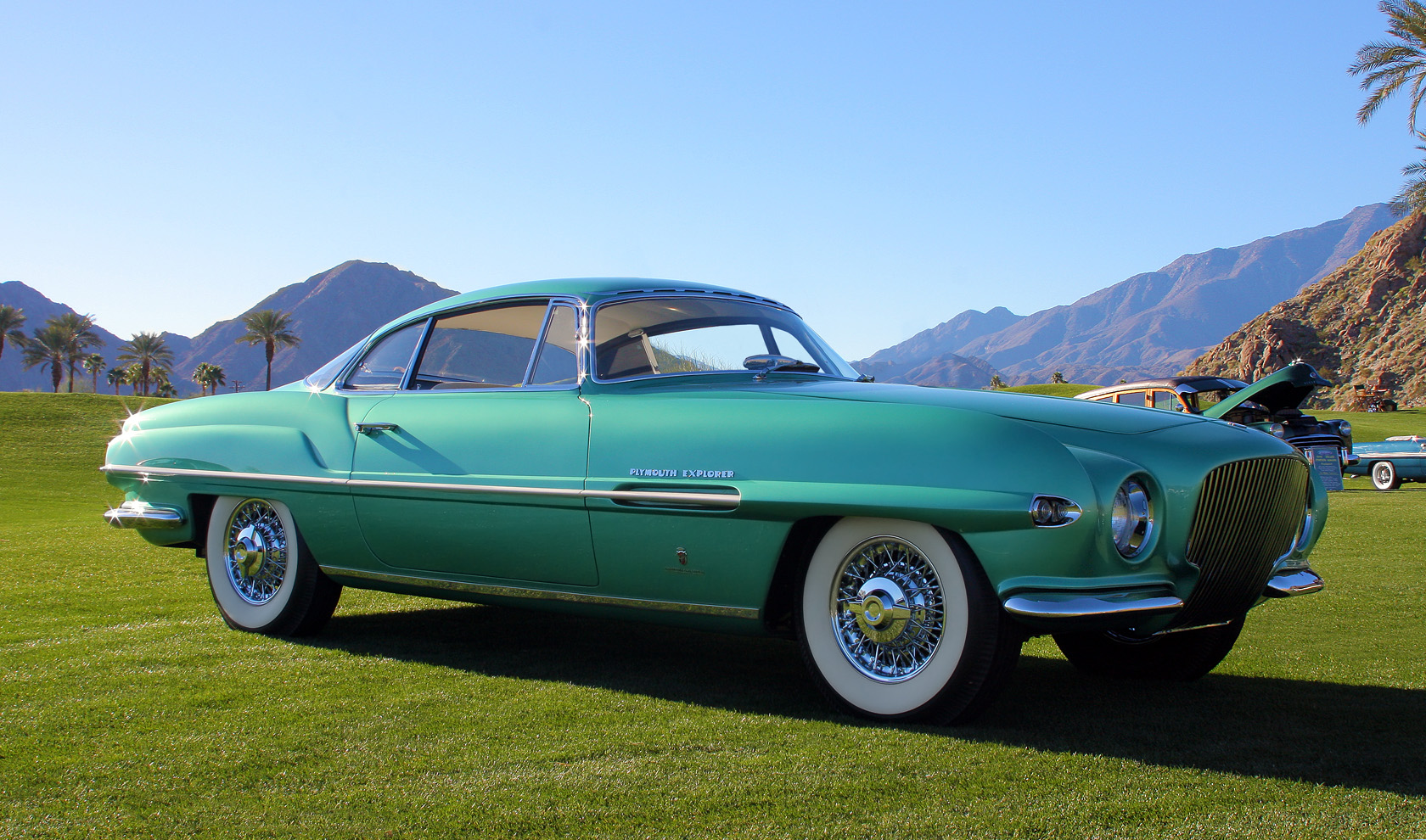
Plymouth Explorer Ghia (1952)
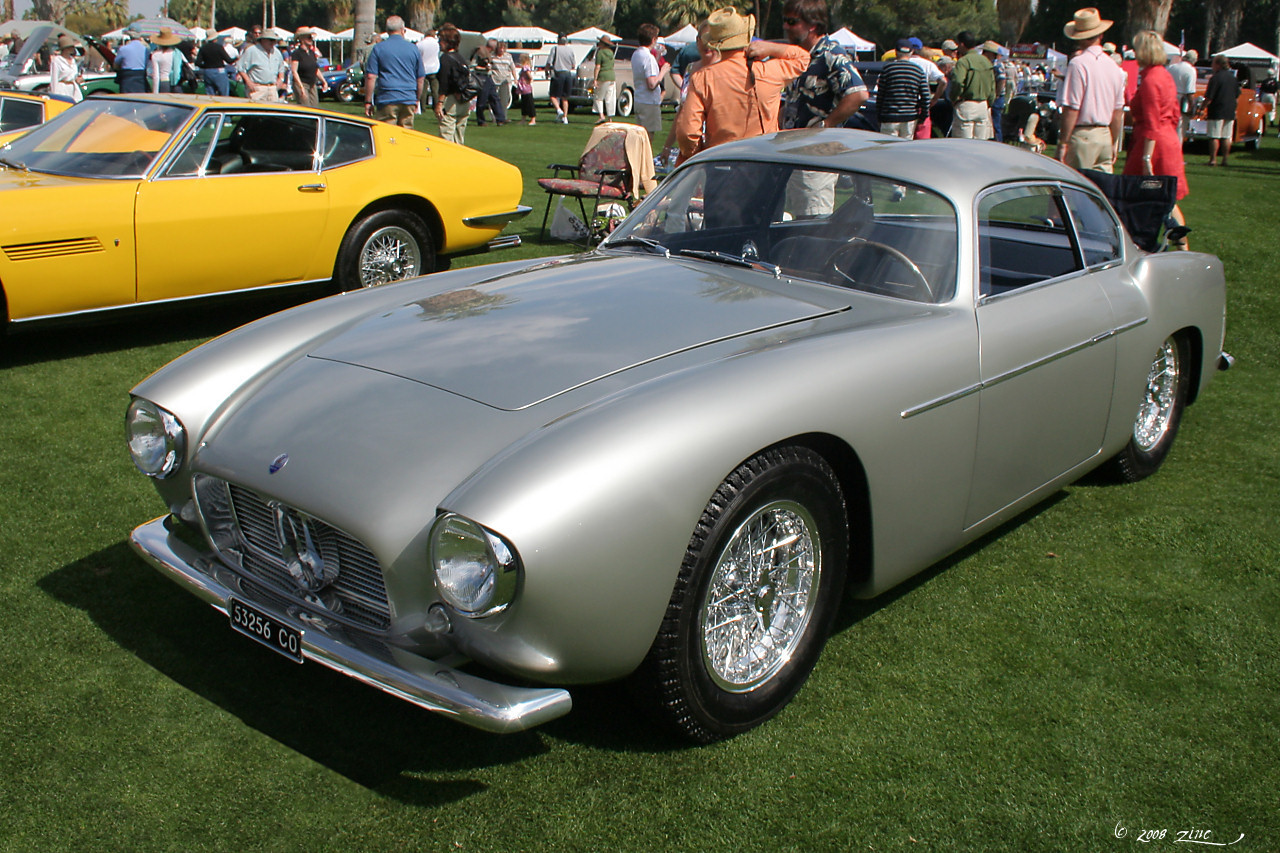
Maserati A6G 54 Zagato (1956)
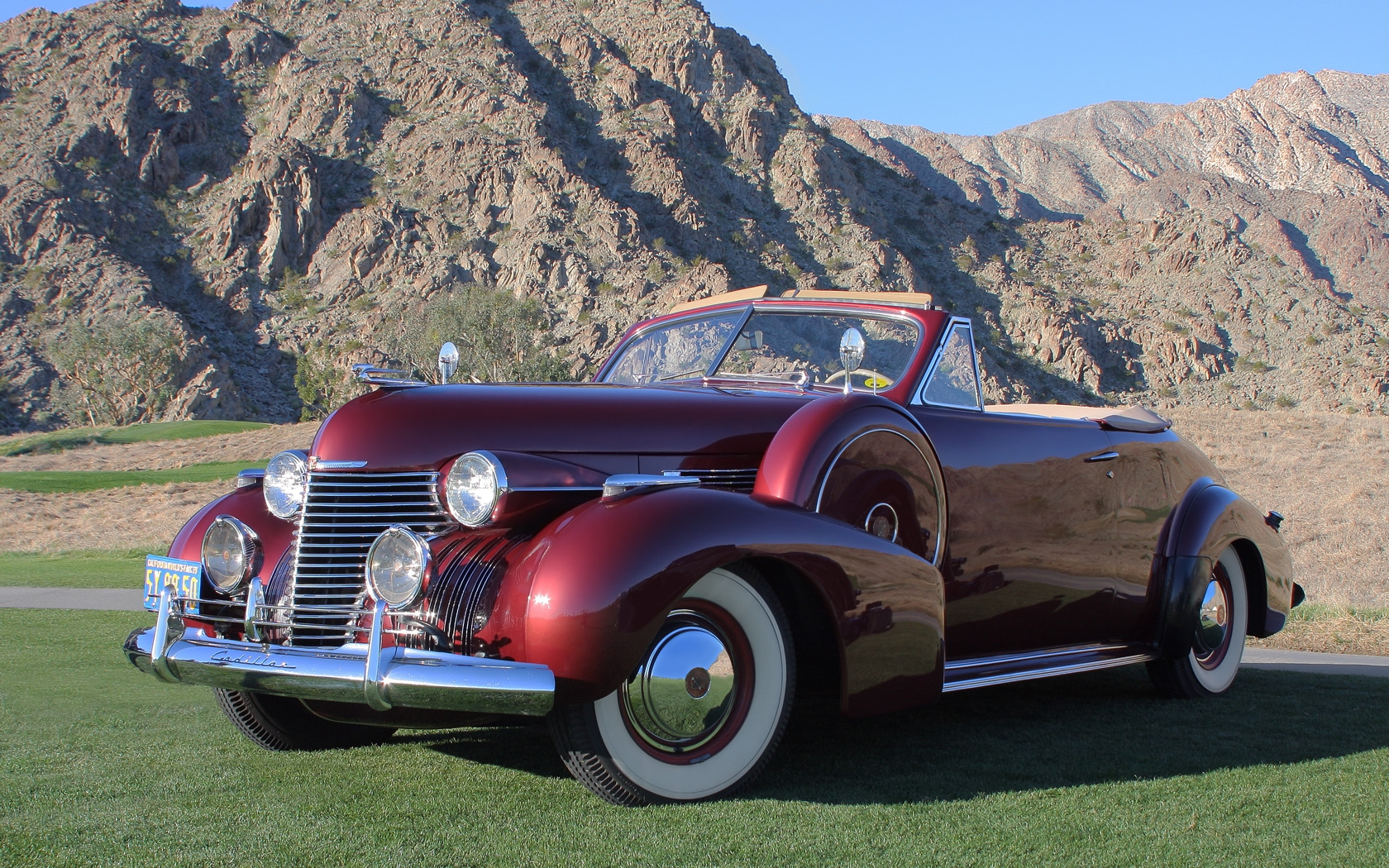
Cadillac Série 75 (1940)
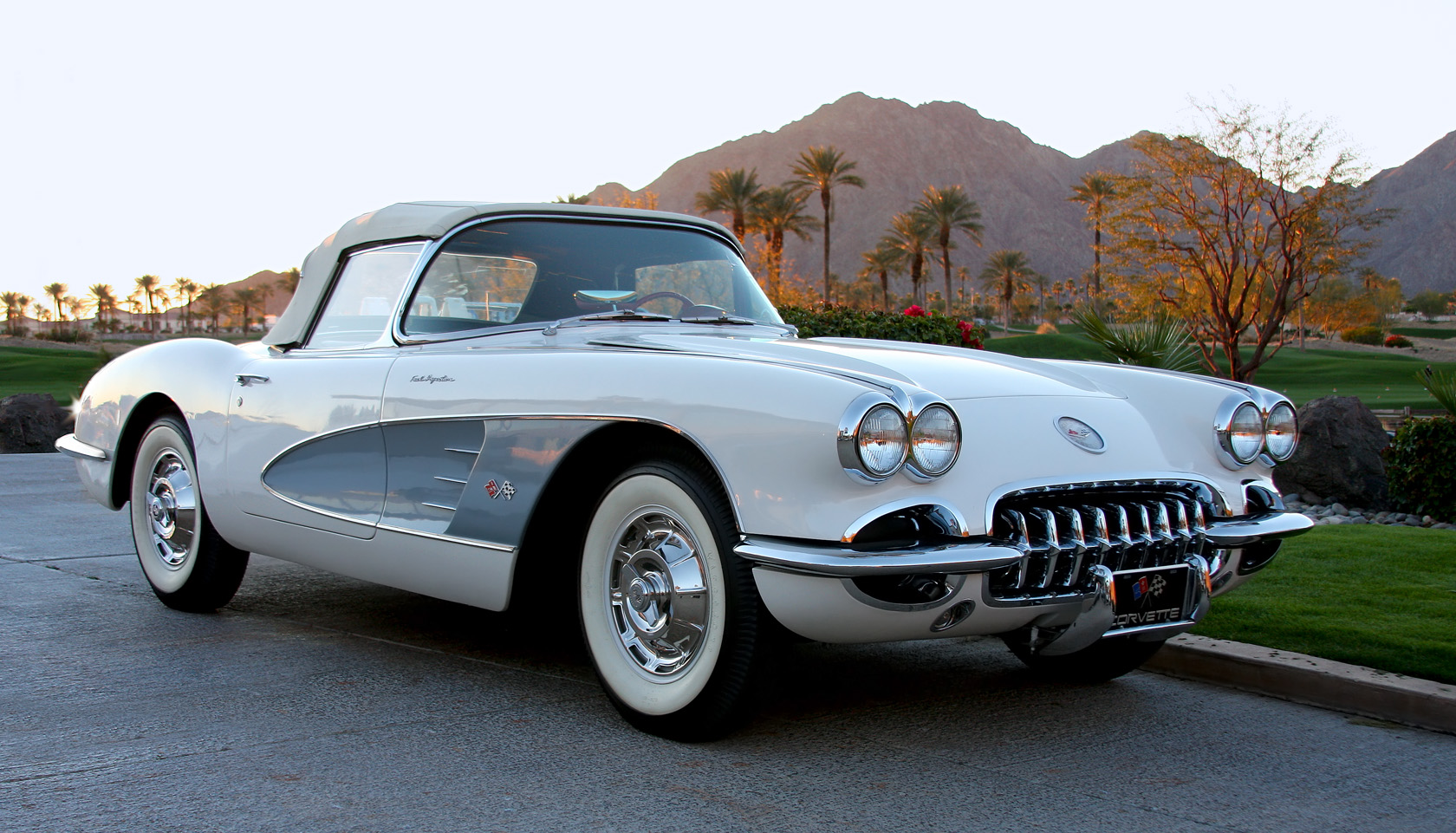
Chevrolet Corvette C1 (1960)
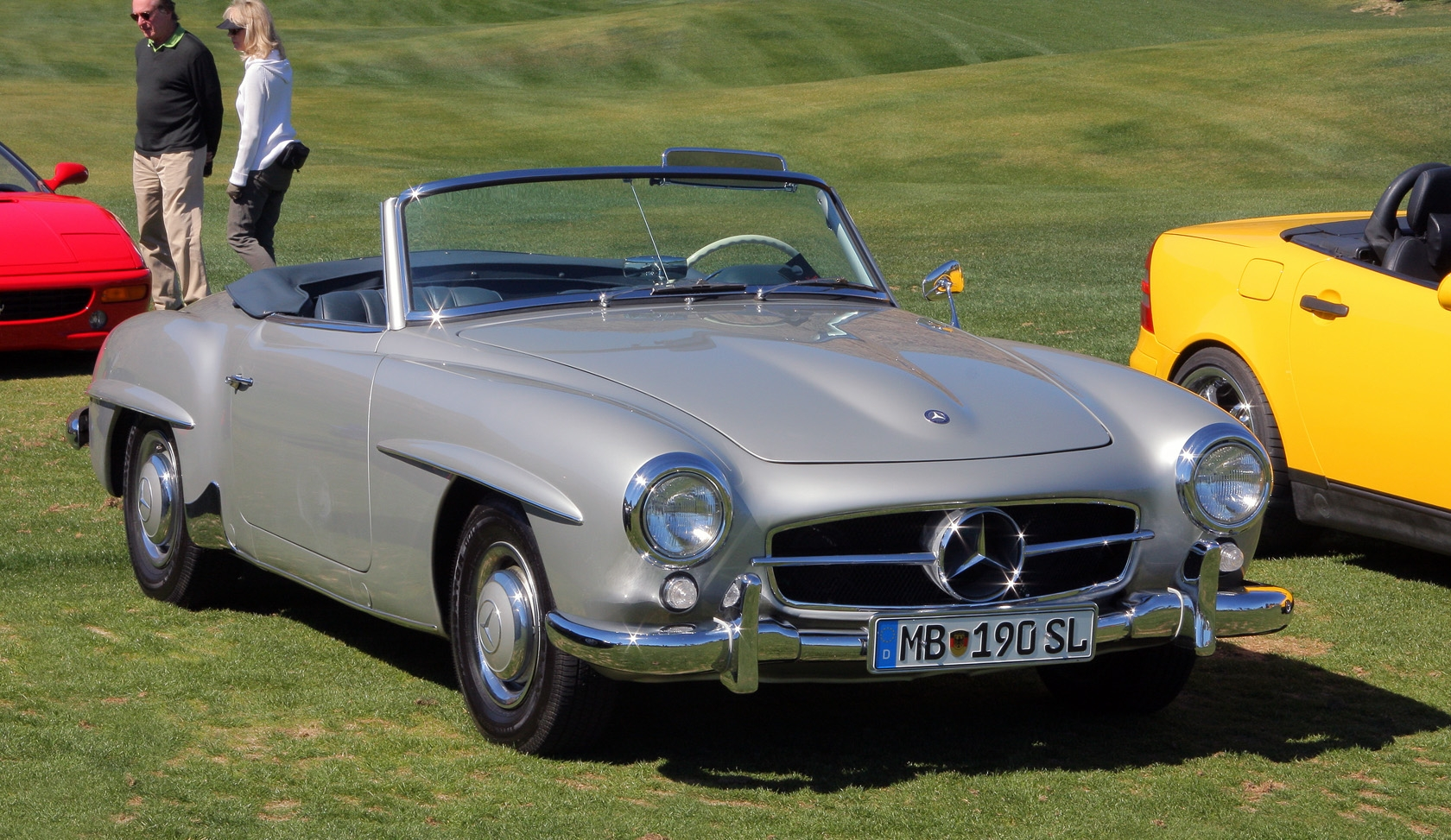
Mercedes-Benz 190 SL (1961)

## Quelques autres concours américains
- Monterey Car Week
- Pebble Beach Concours d'Elegance
- Concours d'élégance d'Amelia Island